# Сёдерстадион
Сёдерстадион (швед. Söderstadion) — футбольный стадион в шведском городе Стокгольм, в районе Юханнесхов. До середины 2013 года — домашняя арена футбольного клуба «Хаммарбю». Открыт в 1966 году, последний раз был реконструирован в 2004. Максимальная вместимость стадиона составляет 16 197 зрительских мест. В переводе со шведского название арены означает «Южный стадион». До 1990 спортивный комплекс использовался также для игры в хоккей с мячом.

## История
Сёдерстадион был построен в течение нескольких лет в середине 60-х годов XX века вместо Юханнесховс Идроттсплатс (швед. Johanneshovs idrottsplats), который функционировал здесь с 1928 года. Первый матч на новом стадионе состоялся в апреле 1967 году между «Хаммарбю» и футбольным клубом «Эребру» и закончился поражением хозяев поля. Однако события, происходившие на арене, не ограничивались только футбольными матчами: стадион активно использовался для проведения соревнований по бенди (хоккей с мячом). С 1967 по 1989 год здесь ежегодно проводился финал чемпионата Швеции по хоккею с мячом. В 1987 году на Сёдерстадионе состоялся финальный матч Чемпионата мира по хоккею с мячом между сборными Швеции и Финляндии, который закончился разгромной победой шведов со счетом 7:2.
В 2004 году проведена реконструкция арены, во время которой была расширена вместимость до 16 197 зрительских мест. Рекорд посещаемости стадиона во время футбольных матчей был установлен 6 апреля 2004 года в матче между «Хаммарбю» и футбольным клубом «Мальмё», который посетили 15 626 зрителей. Поединок завершился нулевой ничьей. На стадионе есть 4 обычных выхода и 1 специальный выход для инвалидов, 20 мужских и женских туалетов, 2 туалета для людей с ограниченными возможностями. Вокруг арены расположена парковка на 1 500 машиномест.
В качестве места проведения больших концертов Сёдерстадион использовался не так часто — 8 июня 1991 здесь состоялся концерт рок-группы «Зи-зи топ», во время которого был установлен рекорд посещаемости арены, который составляет 20 000 зрителей. 2 июня 2012 стадион принял ещё одно масштабное музыкальное мероприятие — концерт Томаса Джоэля.
2013 год стал последним для Сёдерстадиона в качестве домашней арены ФК «Хаммарбю». 27 июля того же года состоялась первая игра клуба на новом стадионе, который получил название Tele2 Арена. Решение о строительстве нового спортивного комплекса было принято ещё в 2007 году.